# Snowboard cross
A snowboard cross a hódeszkások által a BMX-től átvett versenyszám, ahol 4-6 versenyző csúszik le egy döntött kanyarokkal, ugratókkal és egyéb elemekkel nehezített pályán.

## Történet
Steven Rechtschaffner már évek óta gondolkozott a BMX és Motokrossz versenyekhez hasonló snowboardversenyen, amikor 1991-ben a Fox tévének a Greg Stump’s World of Extremes sorozat 8. epizódját készítették. Az ötlethez sikerült megszerezniük a Blackcomb Mountain síközpont támogatását, akik pénzzel és ratrakidővel támogatták a világ első BX-pályájának megépítését. A boardercross elnevezést John Graham-nek, Stump menedzserének tulajdonítják. Miután a műsort leadták a Fox-on, majd ismételték az MTV Sports-on, több boardercross versenyt is rendeztek Kanadában, az USA-ban és Ausztráliában.
Rechtschaffner levédette boardercross elnevezést. Nem titkoltan azért, hogy a FIS – amely ekkortájt kezdte átvenni a sportág feletti ellenőrzést – ne használhassa. Emiatt lett a versenyszám hivatalos elnevezése snowboardcross.
Bár az ISF megszűnése után nemzetközi versenyt gyakorlatilag csak a FIS égisze alatt rendeztek ebben versenyszámban, azért volt egy kivétel, amely nagy hatást gyakorolt a szakágra. Az 1997 óta megrendezett Winter X Games boardercross versenye a kezdetektől a szakág „superbowl”-jának számított. Itt vezették be a hatfős formátumot, amit a FIS csak jóval később fogadott el.
Az SBX a 2006-os torinói olimpia óta szerepel a téli olimpiák programjában.

## Felszerelés
A boardercross versenyeken használt deszkák anyagukban megegyeznek az alpin versenydeszkákkal, de formájuk inkább a „twin-like”-hoz hasonlít, szükség esetén switchben (hátrafelé) is lehet velük csúszni. Merev soft kötéssel és a lehető legkeményebb soft bakanccsal használják.

## Pályaelemek[3]
Start
Négy vagy hat kapu, amelyeket egy mechanikus vagy mágneses szerkezet az indításig zárva tart. Minden versenyzőnek két kapaszkodó áll rendelkezésére, hogy induláskor kézzel adhasson lendületet magának.
Fésű (Wutang)
Általában a start után épített hullámsor rövid hullámokkal.
Hullám (Wave)
A fésűnél nagyobb hullám. Legfeljebb 2-3-at helyeznek el egymás után.
Kidobó (Kicker)
Olyan ugrató, amelynek végpontja a vízszintesnél magasabban van (valamelyest felkunkorodik) és utána „érkező” következik.
Érkező
Az ugratóhoz tervezett lejtő, amelynek lejtése igazodik a „kidobóról” elugrók parabolikájához. Fontos funkciója, hogy az ugrás után a rider ne vízszintes felületre érkezzen.
Asztal (Tabletop)
Egy olyan hullám, amelynek íves tetejét vízszintesre vágják.
Fellépő (Step-up)
Negatív ugrató, vagyis a lejtőt egy 30-60 cm magas fal zárja el keresztben, amelynek tetején folytatódik a lejtő.
Lelépő (Step-down)
A kidobóhoz hasonló ugrató, de annál jóval kisebb (30-120 cm) és a vége vízszintes, vagy annál alacsonyabban van (nem kunkorodik fel).
Banán (Banana)
Két azonos irányba fordító döntött kanyar, közte rövid egyenes szakasszal.
Sikán
Két ellentétes irányú döntött kanyar gyors egymásutánja.
Döntött kanyar (Banked turn)
Az ív külső oldalán ívesen megemelt falú kanyar.
Cél
A lejtőre merőlegesen, a pálya két széle között meghúzott vonal. A beérkezés sorrendjét jeladó-csippel és/vagy célfotóval állapítják meg. Az győz, akinek bármilye előbb halad át a vonalon.

## Szabályozó szervezet
- Nemzetközi Síszövetség (FIS)
- Magyar Snowboard Szövetség (MSBSZ)

## Külső hivatkozások
A Magyar Snowboard Szövetség weboldala

A Nemzetközi Síszövetség SBX oldala Archiválva 2021. december 27-i dátummal a Wayback Machine-ben